# خدمة المعجبين

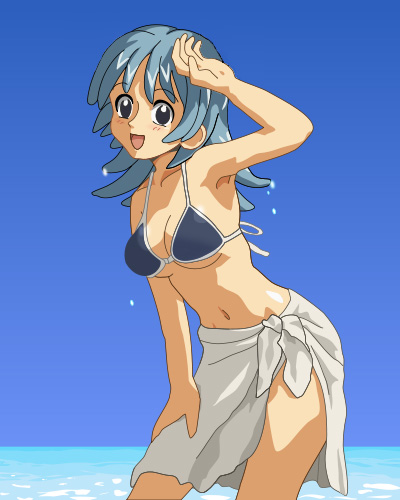

خدمة المعجبين (باليابانية: ファンサービス، بالروماجي: fan sābisu) أو الفانسرفس مصطلح يطلق على الإضافات التي تقوم بها الشركات على سلعها لتجذب معجبين كثر. كثر تداول هذا المصطلح بين متابعي الأنمي لوصف تلك المشاهد غير المرتبطة بالقصة التي تضاف لجذب المتابعين مثل الزيادة في تعري الشخصيات فيما يعرف بمقطع الخدمة (باليابانية: サービスカット، بالروماجي: sābisu katto).
عندما يتم ترجمة الصور المتحركة والمانجا إلى الإنجليزية من قبل الشركات الأمريكية، غالبًا ما يتم تحرير العمل الأصلي لإزالة بعض خدمات المعجبين، مما يجعله أكثر ملاءمة لجماهير الولايات المتحدة. أوضح مايك تاتسوغاوا هذا التغيير كنتيجة للاختلاف بين القيم الثقافية لليابان والولايات المتحدة